# Cicloalquè
Un cicloalquè o cicloalqué és un compost alicíclic que presenta, almenys, un doble enllaç en la seva estructura cíclica. N'és un exemple el ciclopentadiè.
Degut a les consideracions geomètriques, els cicloalquens de cadena curta són gairebé sempre isòmers cis, per la qual cosa es tendeix a prescindir del sufix dels noms. En anells més grans (a partir de 8 àtoms), l'isomeria cis-trans del doble enllaç és possible.

## Exemples

Ciclopropè
Ciclobutè
Ciclopentè
Ciclohexè
Cicloheptè
1,3-Ciclohexadiè
1,4-Ciclohexadiè
1,5-Ciclooctadiè